# Свадха
Свадха (санскр. Svadhâ — «свойство», «удовольствие») — сладкий напиток, подносимый теням предков, в отличие от «свахи» — жертвоприношения богам. Жертва отцам — «питарам». Также жертвенное восклицание, произносимое при таком жертвоприношении. В этом значении «свадха» встречается уже в «Ригведе».
В позднейшей индийской мифологии — персонаж, олицетворяющий «жертву». По одним источникам, Свадха — дочь Дакши и Прасути, по другим — дочь Агни. Находится в известном отношении к классу обожествляемых предков, или Питара; изображается женой одних из них и матерью других.